# Anton Persson
Pär Anton Persson (Fryksände, 26 febbraio 1995) è un fondista svedese.

## Biografia
È fratello minore del fondista Oscar Persson. La sua prima squadra di club è stato lo SK Bore. In seguito è passato al Falun-Borlänge SK.
E' allenato da Mattias Nilsson. Ha esordito nella Coppa Scandinava di sci di fondo nel gennaio 2013 a Östersund, classificandosi 156º nello sprint.
Ha debuttato in Coppa del Mondo l'11 febbraio 2016 a Stoccolma, classificandosi al 70º posto nello sprint. 
Nell'agosto 2017 ha vinto la medaglia d'argento nello sprint a squadre insieme ad Erik Silfver ai mondiali di skisoll di Sollefteå. 
Ai mondiali under 23 di Goms 2018 si è classificato 26° nello sprint, 15° nello skiathlon e 14° nella classica 15 km. 
All'inizio di marzo 2018 ha segnato i suoi primi punti in Coppa del Mondo a Lahti con il 24º posto allo sprint. 
Nel febbraio 2021 è diventato campione svedese nello sprint a Borås. Ai mondiali di Oberstdorf 2021 si è classificato 29° nello sprint.
Ha rappresentato la Svezia ai Giochi olimpici invernali di Pechino 2022 si è classificato 27º nel turno di qualificazione dello sprint ed in seguito è stato eliminato ai quarti di finale.

## Palmarès
- Mondiali di skiroll

Sollefteå 2017: argento nello sprint a squadre;

### Coppa del Mondo
- Miglior piazzamento in classifica generale: 48º nel 2022